# Stillwater (Oklahoma)
Pour les articles homonymes, voir Stillwater.
Stillwater est une ville américaine, siège du comté de Payne, dans le centre de l'Oklahoma. Sa population était en 2010 de 45 688 habitants. La ville a été fondée en 1884 et se trouve au centre de l'État, à égale distance de ses deux principales villes, Oklahoma City et Tulsa. La ville se situe à une vingtaine de kilomètres à l'est de l'Interstate 35. Les Oklahoma State Cowboys, club omnisports, sont basés à Stillwater tout comme l'université d'État de l'Oklahoma.

## Toponymie

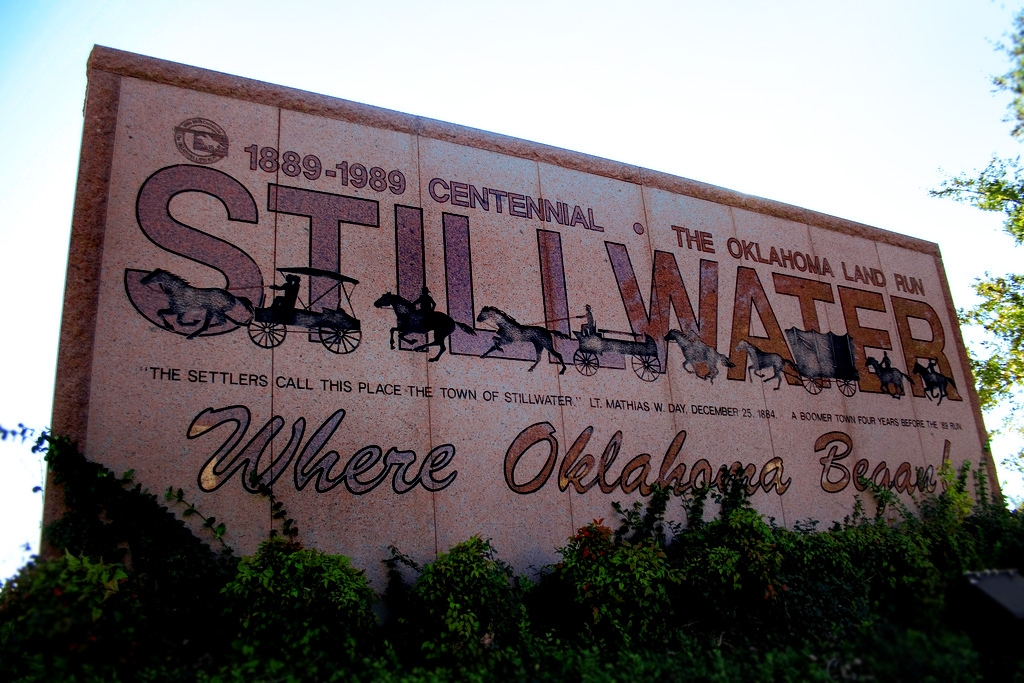
Stillwater Welcome Sign

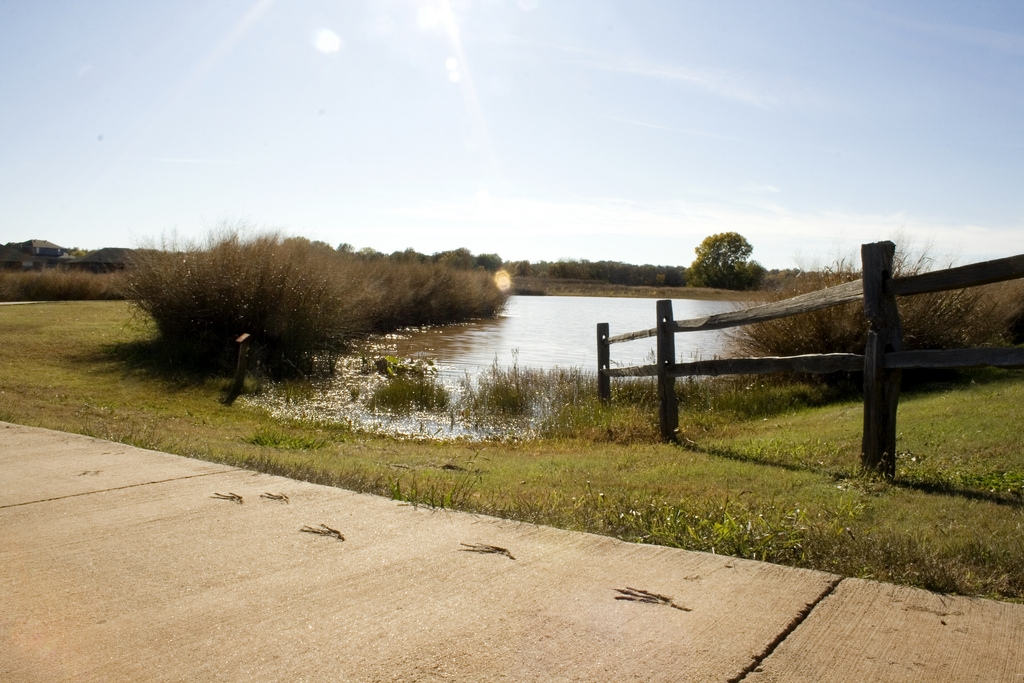
Teal Ridge

Selon une légende, une tribu amérindienne locale – Ponca, Kiowas, Osage, Pawnees – appelait la rivière « Still Water » car son eau était toujours calme. Une autre légende dit que les éleveurs conduisant leurs troupeaux du Texas aux voies de chemins de fer vers l'est y trouvaient toujours de l'eau.
Quoi qu'il en soit, la rivière reçut son nom officiel en 1884 lorsque William L. Couch a établi sa colonie sur ses rives. Le ruisseau fut alors connu sous le nom de Stillwater. Les années suivantes virent l'agitation des premiers pionniers qui cherchaient des terres fertiles et non-occupées alors que les soldats retenaient les acquisitions car des problèmes juridiques complexes, notamment en ce qui concerne les titres fonciers avec les tribus Cri et Séminoles, devaient être réglés. Le 22 avril 1889, des coups de canon furent tirés afin de signaler le début de la course pour acquérir des terres, et des villes, tel Stillwater, naquirent du jour au lendemain.

## Histoire
La région du centre-nord de l'Oklahoma fit partie des États-Unis lors de la vente de la Louisiane en 1803. En 1832, l'écrivain Washington Irving fit la première description enregistrée de la région de Stillwater dans son livre Dans les prairies du Far West. Il décrivit « une prairie glorieuse s'étalant sous les rayons d'or d'un soleil d'automne. Les traces profondes et fréquentes de bisons, ce devait être un de leurs pâturages préférés ».
Le 22 avril 1889, les terres non attribuées du territoire de l'Oklahoma était ouvertes à la propriété avec l'organisation du premier Land Run. À la fin de cette première journée, 240 acres de terres avait été réclamées et désignées comme le township de Stillwater et une ville de tente, environ 300, s'étendit sur la prairie.
À la veille de Noël 1890, la législature territoriale de l'Oklahoma a adopté un acte attestant que les concessions de terre se trouvaient sur le site de Stillwater. En 1894, l’Oklahoma Agricultural and Mechanical College inaugura son premier bâtiment, Assembly Building, qui deviendra connu sous le nom de Old Central. Entre 1889 et la transformation du territoire de l'Oklahoma en État, Stillwater s'est agrandi. Lors de l'obtention de ce statut en 1907, le centre-ville de Stillwater regroupait plus de 50 bâtiments dont plusieurs banques, églises, épiceries, hôtels et d'autres grands magasins.
Le premier journal de la ville fut la Stillwater Gazette ; le téléphone et le gaz arrivèrent en 1899 ; et la ville fut raccordée aux voies de chemin de fer de l’Eastern Oklahoma Railroad en 1900. La population s'élevait alors à moins de 500 habitants. En 1917, celle-ci s'élevait à près de 3 000 habitants et lors de la Seconde Guerre mondiale, celle-ci avait atteint les 10 000. Durant la guerre, l'objectif des dirigeants de la ville fut de convertir l’Oklahoma A&M en un centre d'entraînement. Ils créèrent ainsi douze unités d'entraînement ce qui impliquait la venue de près de 40 000 hommes et femmes en service à Stillwater. La W.A.V.E.S. (acronyme pour l'anglais Women’s Reserve of the U.S. Naval Reserve) était la plus importante avec 10 000 participantes. Des huttes était disséminées dans la ville et les casernes se trouvaient sur les sites de l'actuel Stillwater Medical Center et du siège de CareerTech. Cette vaste opération fit passer la ville à travers la guerre et servit de base pour une économie saine d'après-guerre.
En 1952, la fondation industrielle fut établie et ses fiduciaires ont travaillé pour que de nouvelles industries soient mises en place dans la ville : Moore Plant en 1966, Mercury Marine en 1973, National Standard plant en 1988, World Color Press en 1974 et Armstrong World Industries, Inc. en 1988. Lors du recensement de 2000, la population était de 39 065 habitants ; en 2009, la population s'élevait à 46 156 habitants.

## Géographie
Stillwater se trouve à 96 km au nord-est de Downtown Oklahoma City et à 105 km à l'ouest de Downtown Tulsa. D'après le bureau du recensement des États-Unis, la ville couvre une superficie de 73,3 km², dont 72,1 km2 sont terrestres et 1,2 km2 de l'eau (soit 1,62 %).

## Politique et administration

### Représentation au niveau fédéral et de l'État
Stillwater se trouve dans les districts 33 et 34 de la Chambre des représentants de l'Oklahoma. Elle est représentée par le Républicain Lee Denney dans le trente-troisième district et par le Démocrate Cory Williams dans le trente-quatrième,. En ce qui concerne le Sénat, Stillwater se situe dans le vingt-et-unième district et est représenté par le Républicain James Halligan.
Au niveau de la Chambre des représentants des États-Unis, Stillwater est représenté par le Républicain Frank Lucas, du troisième district d'Oklahoma.

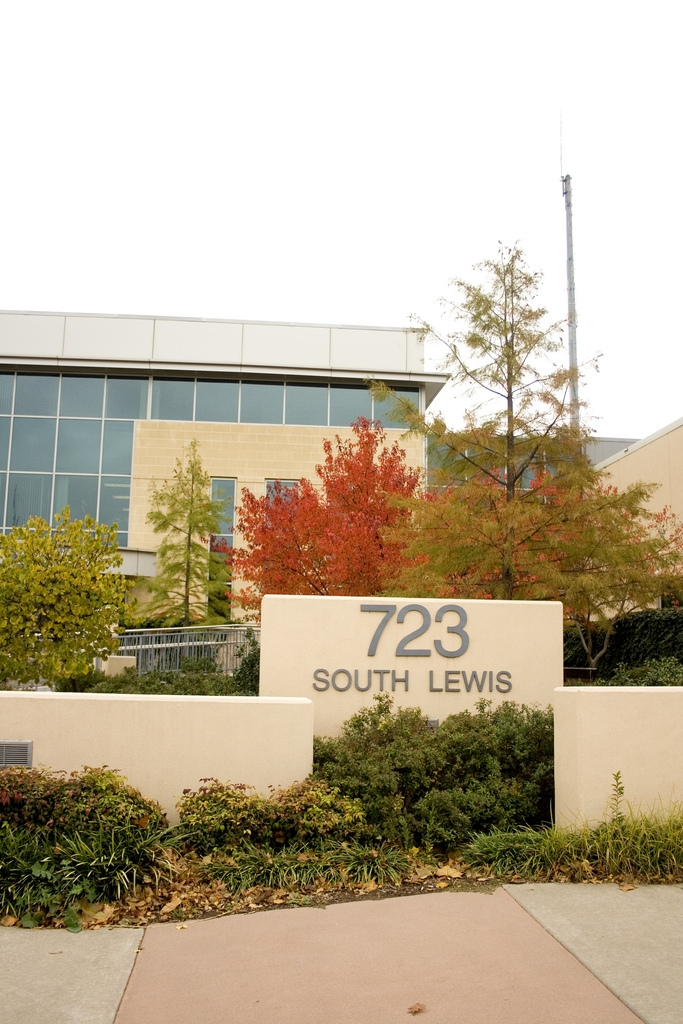
Mairie de Stillwater

### Administration locale
La ville de Stillwater est administrée par un conseil. Sous ce type d'administration, un conseil municipal élu est responsable de la politique, des arrêtés municipaux et de l'adoption du budget municipal. Le Conseil nomme un city manager qui fait appliquer les politiques adoptées par le Conseil.

### Jumelage

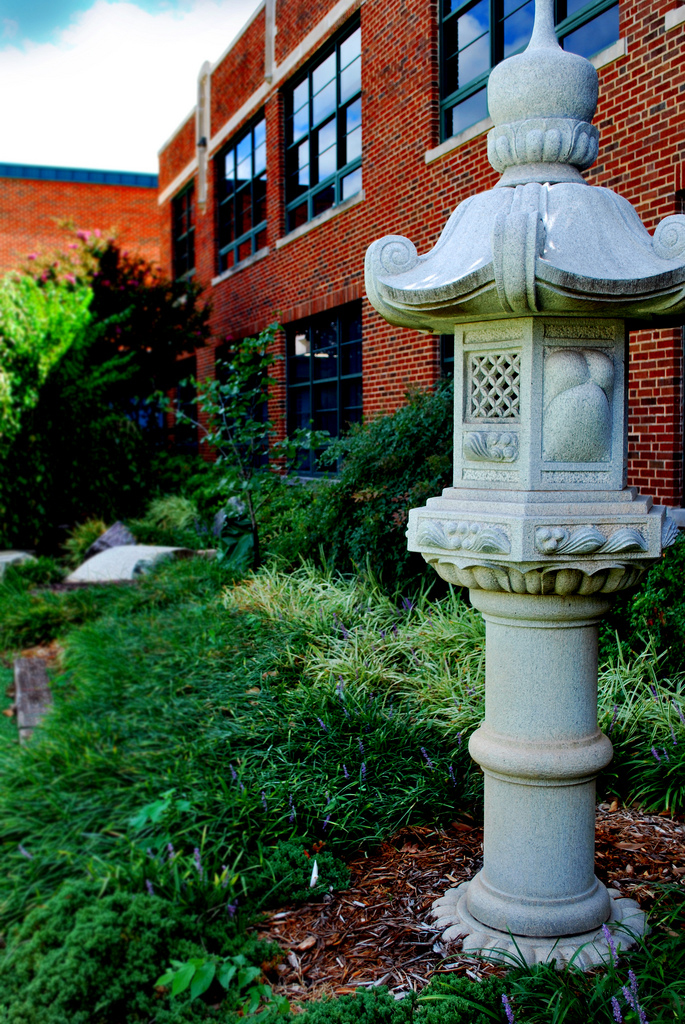
International Friendship Garden

## Population et société

### Éducation

#### Enseignement supérieur

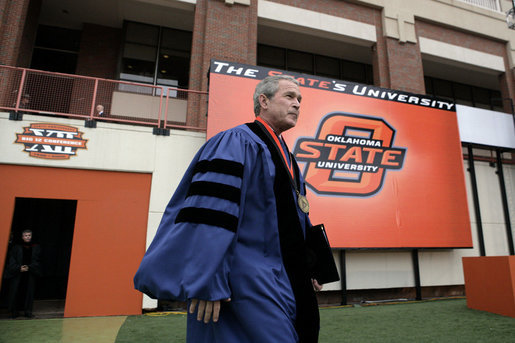
Le président des États-Unis George W. Bush à l'Oklahoma State University en 2006

- Université d'État de l'Oklahoma
- Northern Oklahoma College

#### CareerTech
- Meridian Technology Center
- Oklahoma Department of Career and Technology Education

#### Primary and secondary schools
Stillwater Public Schools is the city's only public school district. There are more than 5,400 students enrolled in the district.
Elementary Schools
- Highland Park, Richmond, Sangre Ridge, Skyline, Westwood and Will Rogers

Secondary Schools
- Lincoln Academy (Alternative Education), Stillwater Middle School, Stillwater Junior High
- Stillwater High School

## Personnalités liées à la ville
- Robert DoQui, acteur, est né à Stillwater ;
- James Marsden, acteur, est né à Stillwater ;
- Sam Saletta, acteur, est né à Stillwater ;
- Irene Miracle, actrice et productrice, est née à Stillwater ;
- Chester Gould a étudié à Stillwater ;
- Dave Roberts, athlète du saut à la perche, médaillé olympique et ancien recordman du monde, est né à Stillwater ;
- Le groupe The All-American Rejects a été formé a Stillwater ;
- Le groupe Other Lives est originaire de Stillwater.